# Andreas Madsen
Andreas Madsen (* 14. Februar 1997 in Frederiksberg) ist ein dänischer Poolbillardspieler.

## Karriere
Andreas Madsen begann im Alter von zehn Jahren mit dem Billardspielen. Bereits drei Jahre später gewann er die Nordic Championship. Von 2012 bis 2015 wurde er insgesamt achtmal Dänischer Juniorenmeister in den Disziplinen 8-Ball, 9-Ball und 10-Ball. Bei der Schülereuropameisterschaft 2012 wurde er durch einen 7:4-Finalsieg gegen den Polen Daniel Macioł 9-Ball-Europameister. Wenige Tage zuvor hatte er das Finale im 10-Ball gegen den Deutschen Joshua Filler verloren. Im September 2012 gewann er seine erste Medaille bei der dänischen Meisterschaft der Herren. Beim 10-Ball-Wettbewerb zog er ins Finale ein und verlor gegen seinen Vereinskameraden Bahram Lotfy. Bei der Juniorenweltmeisterschaft 2012 erreichte er den neunten Platz. 2013 gewann er bei der dänischen Meisterschaft die Bronzemedaille im 9-Ball und bei der Schüler-EM im 8-Ball. 2014 wurde er erstmals für die Europameisterschaft der Herren nominiert. Dort erreichte er im 14/1 endlos die Runde der letzten 32 und im 8-Ball die Runde der letzten 64. Darüber hinaus wurde er 2014 Dänischer Meister im 8-Ball und Vizemeister im 14/1 endlos. In beiden Endspielen spielte er gegen Kasper Kristoffersen.
Im Februar 2015 gelang Madsen bei den Italian Open erstmals der Einzug in die Finalrunde eines Euro-Tour-Turniers. In der Runde der letzten 32 unterlag er jedoch dem Italiener Pierfrancesco Garzia. Einen Monat später verlor er als Titelverteidiger das Finale der dänischen 8-Ball-Meisterschaft gegen Kristoffersen. Beim 10-Ball-Wettbewerb der EM 2015 zog er ins Viertelfinale ein und schied mit 3:8 gegen den späteren Europameister Alexander Kazakis aus. Bei der Junioreneuropameisterschaft 2015 gewann er nach einer 7:8-Finalniederlage gegen Krystian Cwikla die Silbermedaille im 9-Ball. Bei der EM 2016 erreichte Madsen in den Disziplinen 8-Ball und 10-Ball die Runde der letzten 32. Bei den im Anschluss an die Europameisterschaft stattfindenden Austrian Open unterlag er im Sechzehntelfinale dem Deutschen Sebastian Staab mit 8:9. Im Mai 2016 zog er bei zwei Wettbewerben der dänischen Meisterschaft ins Finale ein. Nachdem er im 9-Ball mit 7:9 gegen Daniel Kandi verloren hatte, unterlag er im 10-Ball Kasper Kristoffersen mit 3:8. Bei den North Cyprus Open 2016 erreichte er zum dritten Mal auf der Euro-Tour die Runde der letzten 32 und schied gegen den Österreicher Mario He aus.
Mit dem Herlev Pool IF wurde Madsen bislang zweimal Dänischer Meister. Mit der dänischen Nationalmannschaft belegte er bei der EM 2014 den 17. Platz und 2015 den neunten Platz.

## Erfolge
| Nordic Championship:         | 2010 |
| 9-Ball-Schülereuropameister: | 2012 |
| Dänischer 8-Ball-Meister:    | 2014 |